# Murallas aurelianas
Las murallas aurelianas son una construcción militar de carácter defensivo construida en la ciudad de Roma por el emperador Aureliano. Su longitud original era de 19 kilómetros, pero en la actualidad solamente se conservan 12,5 kilómetros. El propósito de su construcción era defender Roma de las invasiones bárbaras, que comenzaron a partir del año 271.

## Características
El círculo completo rodeaba una superficie de 13,7 km². Las paredes cuentan con 3,5 m de grosor y 8 m de altura con una torre cuadrangular cada 100 pies romanos, es decir, cada 29,6 m. Fueron remodeladas en la primera década del siglo V, doblando la altura hasta 16 m, por orden del emperador Honorio. Tenían forma de hexágono y en ellas se emplazaban 382 torres, 7 020 merlones, 18 puertas principales, 5 poternas, 116 letrinas y 2 066 ventanas exteriores.
Constituyen un ejemplo de obra urbanística y desarrollo de la época, y en cierta medida se adelantaron a la amenazada existencia de las ciudades en la Edad Media.

## Restauración contemporánea
En el año 2001, 400 metros de las murallas fueron destruidos por una violenta tormenta, pero se restauraron y reinauguraron en el año 2006.

## Galería

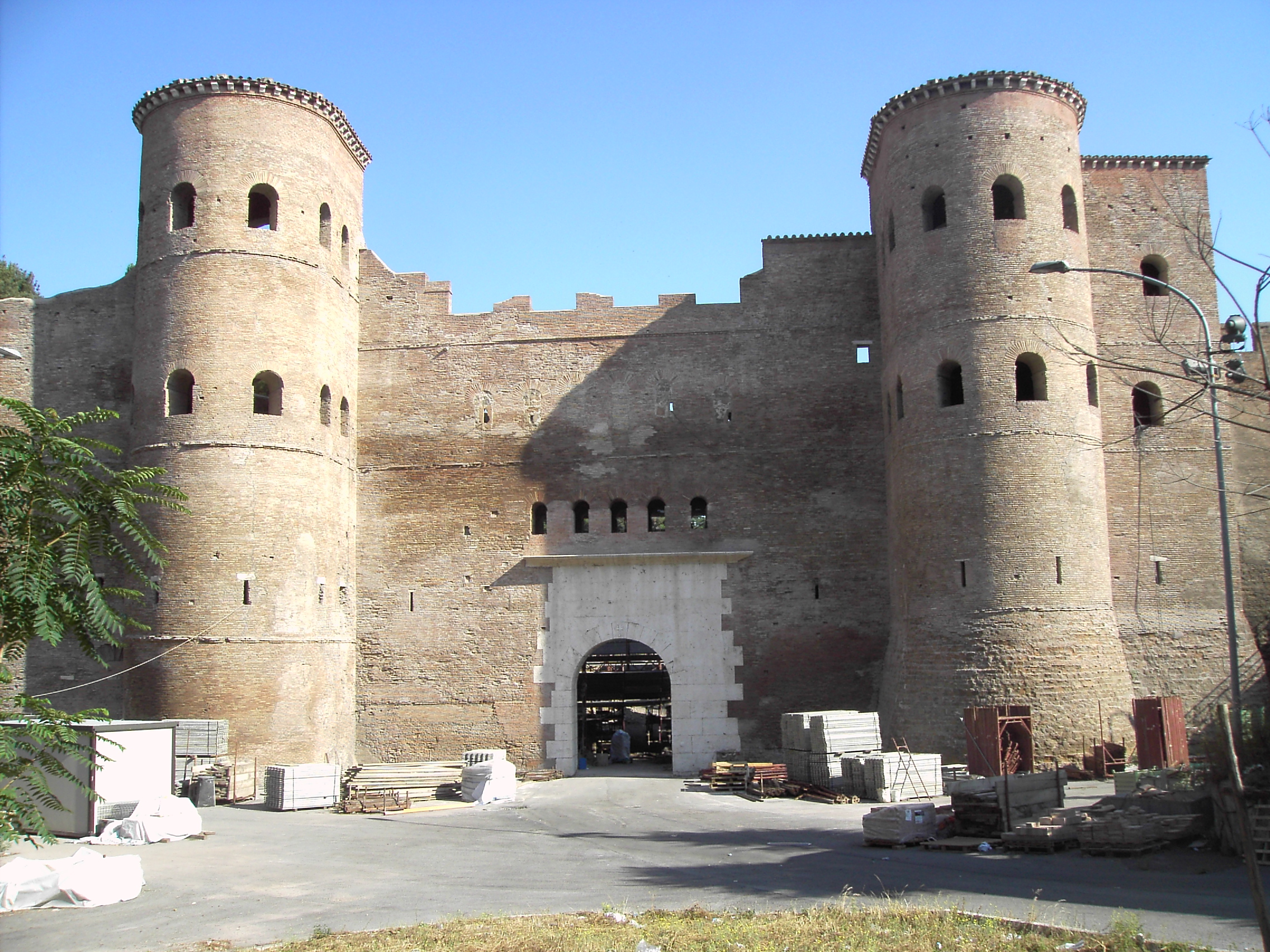
Porta Asinaria.
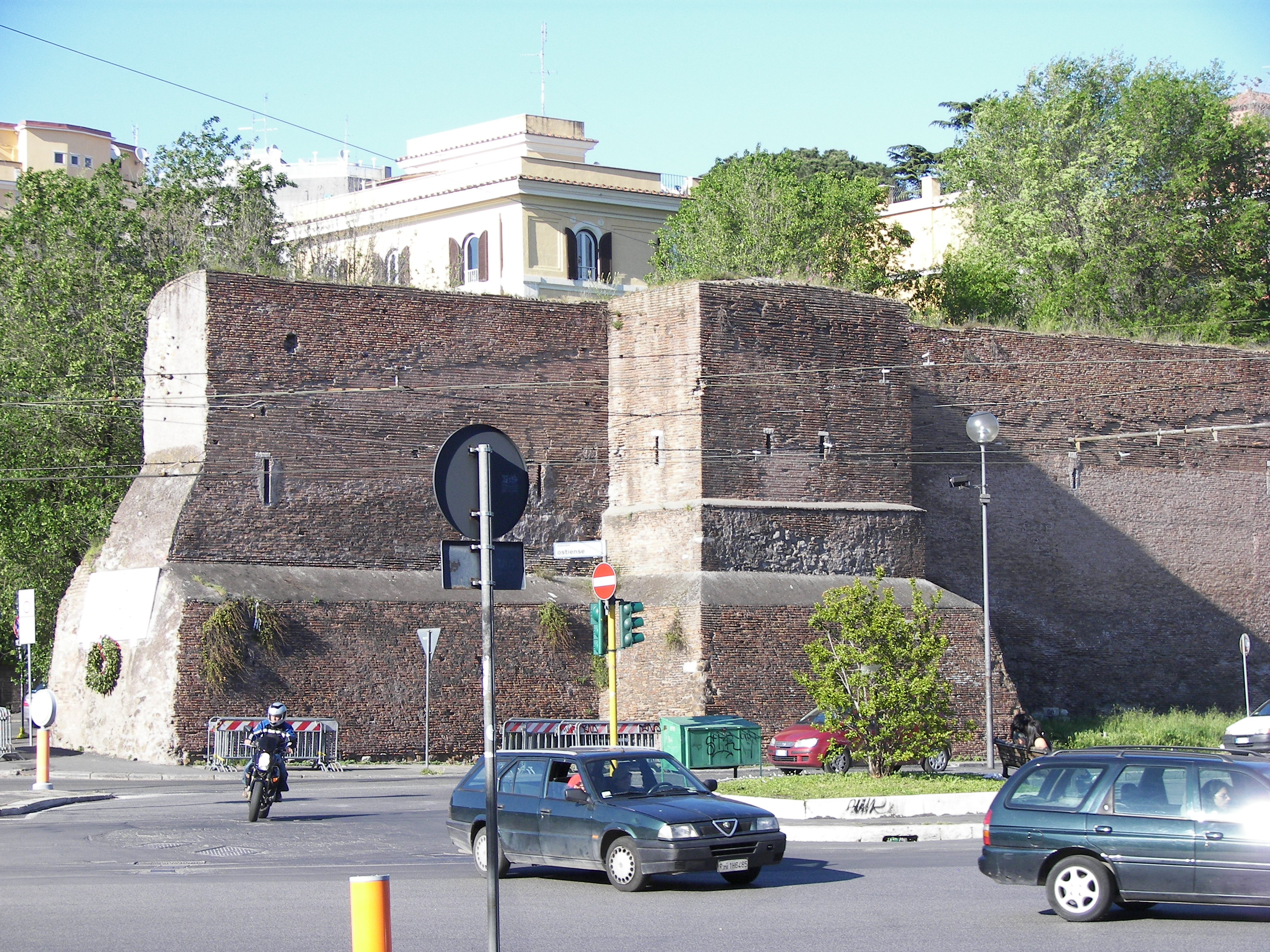
Una sección de las murallas cerca de la Pirámide Cestia.
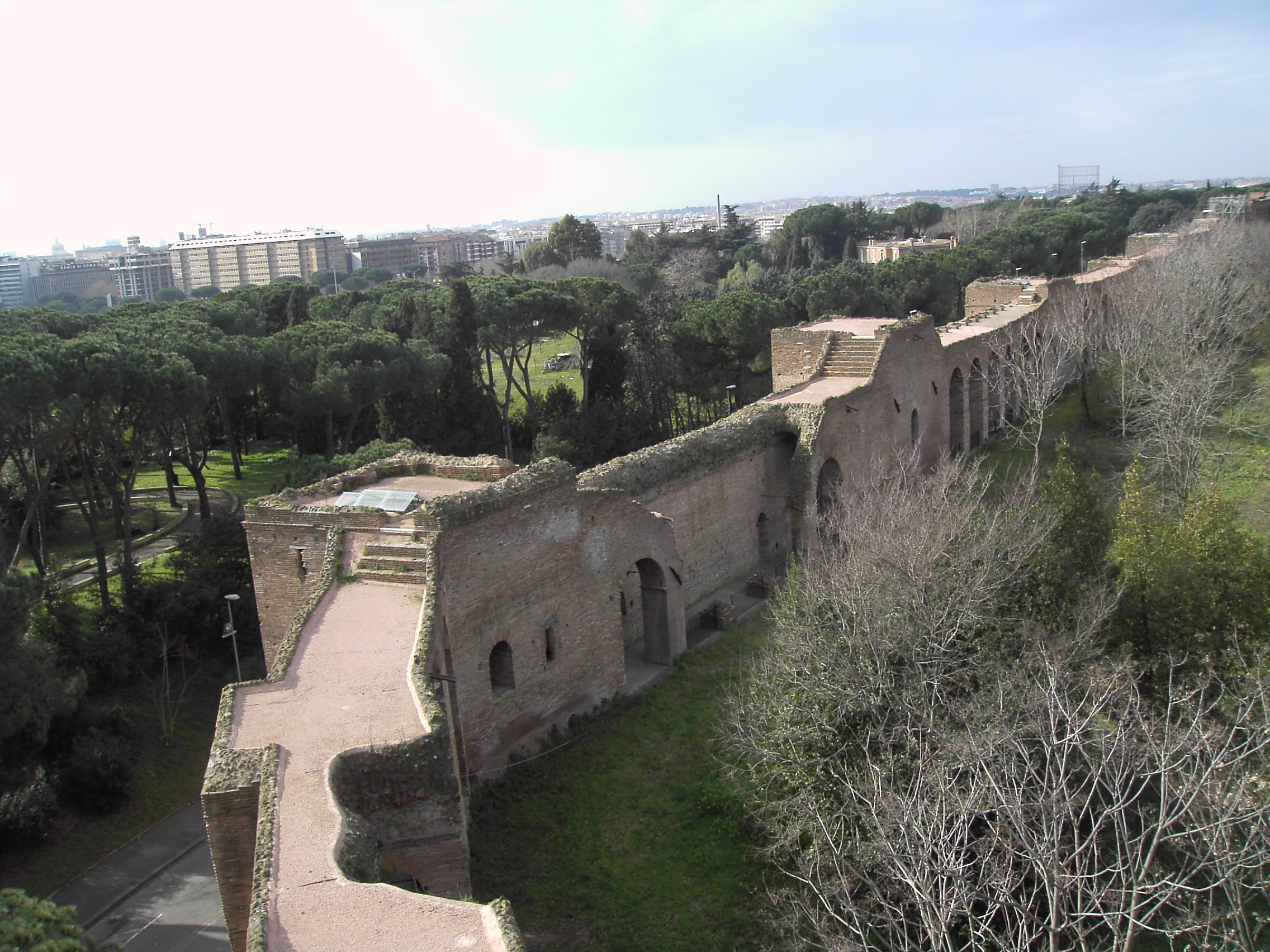
Vista del interior de las murallas cerca de la Porta San Sebastiano.
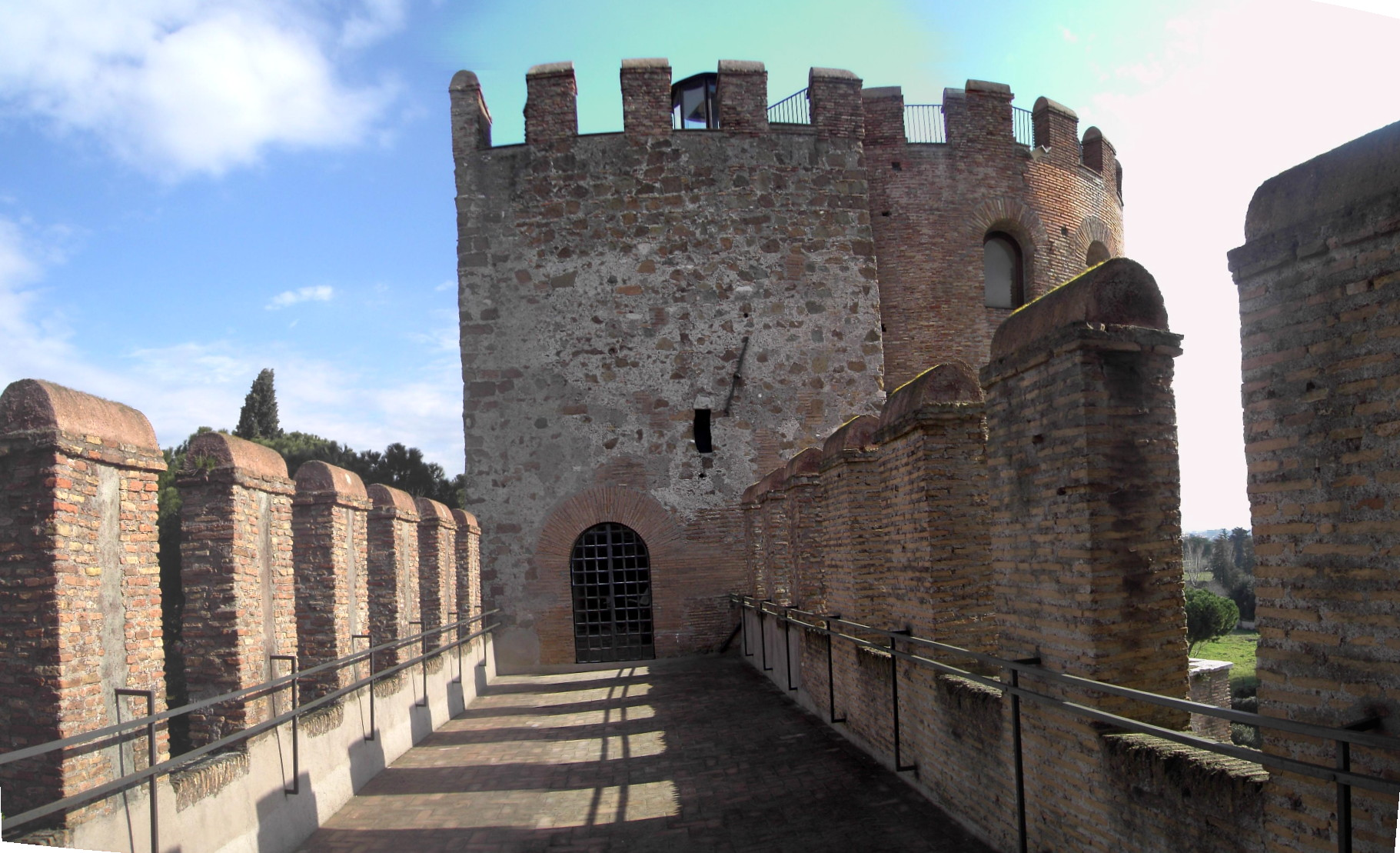
Una sección restaurada.
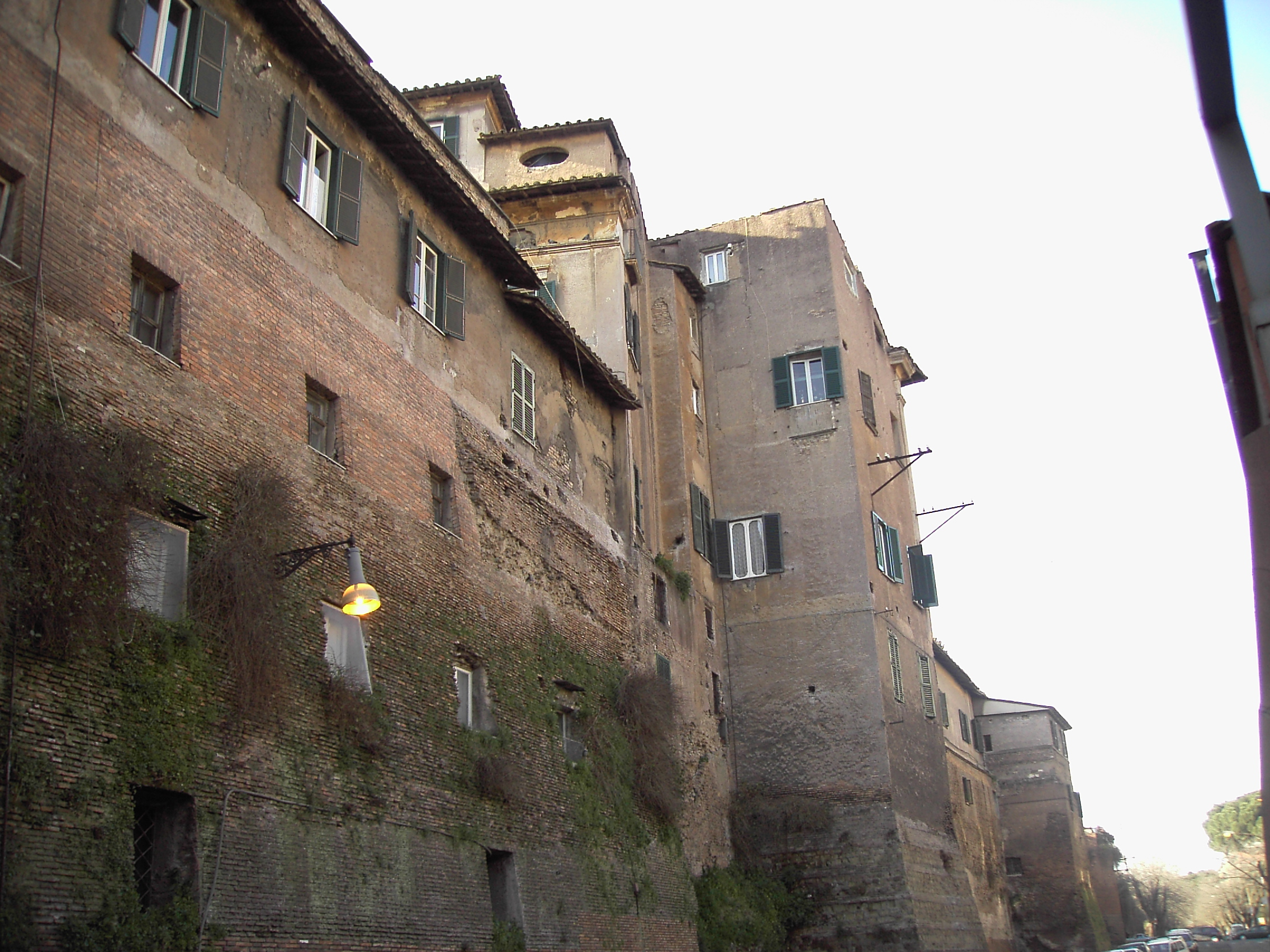
Algunas partes de la estructura defensiva se han convertido en viviendas particulares.
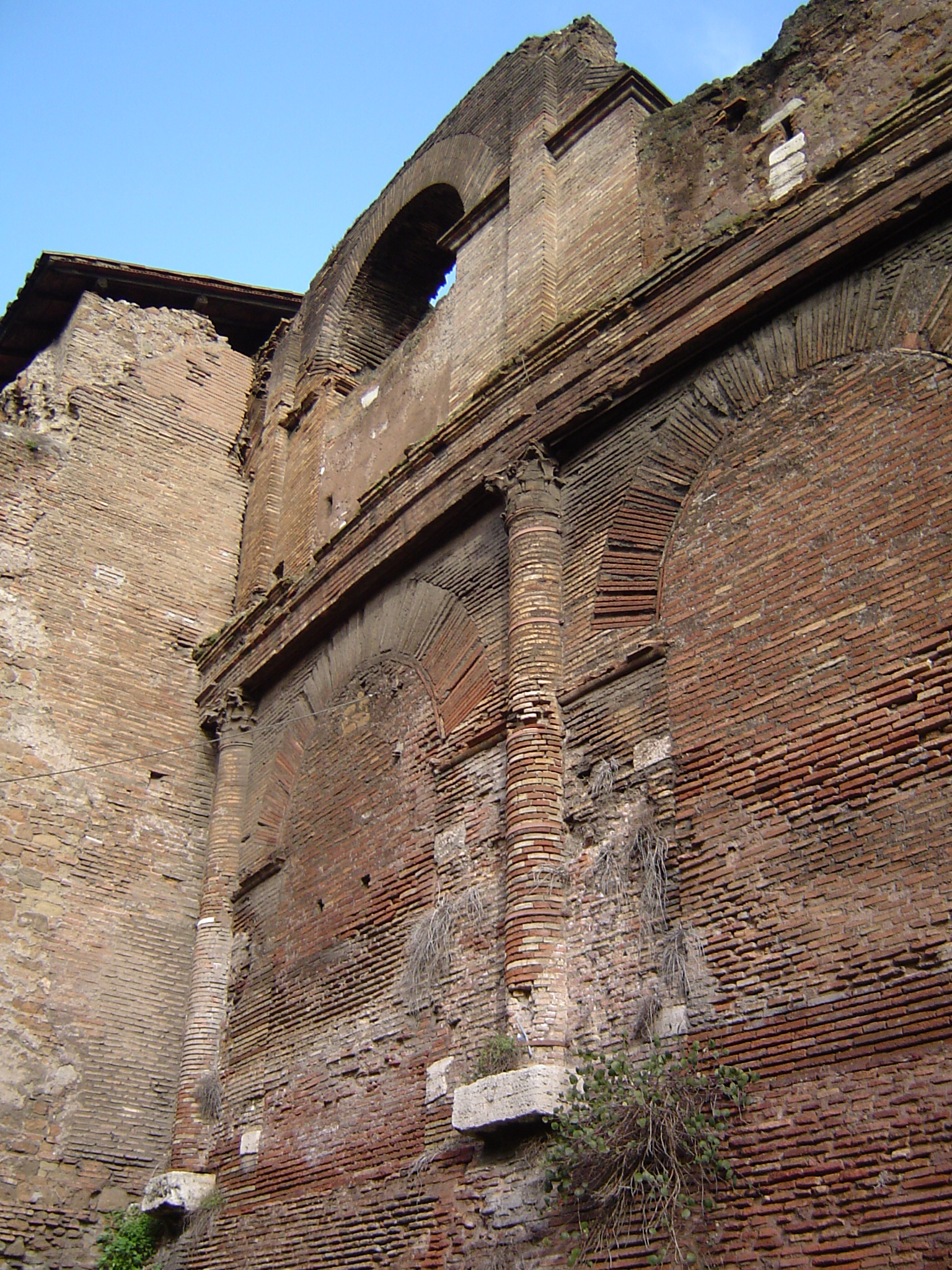
Detalle del hormigón y los ladrillos que componen las murallas.